# Руссау, Карл Карлович
Карл Карлович фон Руссау (1764—1819) — директор Санкт-Петербургского коммерческого училища.

## Биография
Родился в Риге 4 (15) января 1764 года. Начал свою службу в Преображенском лейб-гвардии полку нижним чином, потом, по обычаю, был выпущен офицером в армию, сражался, во время войны с Польшей в 1794 году, при штурме Варшавского предместья Праги (23—24 октября), за что и имел золотой знак; кроме того, получил золотую шпагу с надписью «За храбрость».
Был уволен из Преображенского полка в чине майора. Перейдя затем в ведомство Путей Сообщения, Руссау в 1803 году находился у производства работ при канале для соединения Днепра и Двины. Будучи коллежским асессором, за отличие десятилетней давности 26 ноября 1804 года, был награждён орденом Св. Георгия 4-й степени (№ 653 по кавалерскому списку Судравского и № 1592 по списку Григоровича — Степанова)
За отличную храбрость и мужество, оказанные в 794 году против польских мятежников, а особливо 29 сентября в баталии при замке Мациевицком, где с охотниками Сибирского гренадерского полка отбил две пушки, а октября 24 при штурме Праги был послан на неприятеля, засевшего в домах и улицах, при поражении коего оказал особую неустрашимость и мужество.
В 1805—1808 годах, в чине надворного советника, состоял главным смотрителем Березинского канала и 19 июля 1807 года был награждён орденом Святой Анны 2-й степени.
В 1810 году Руссау, по личному выбору самой императрицы Марии Фёдоровны, был назначен, на место В. С. Подшивалова, директором Санкт-Петербургского коммерческого училища; он был единственным директором за всё время существования училища, не имевшим высшего образовательного ценза. По мнению историка училища А. Г. Тимофеева, «назначая его, императрица заботилась, по всей вероятности, о поддержании дисциплины в училище, на которую он и обращал главным образом своё внимание». На этой должности Руссау пробыл около девяти лет; с 5 ноября 1812 года — коллежский советник; около 1814 года получил чин статского советника.
Скончался в Санкт-Петербурге 22 октября (3 ноября) 1819 года и был погребён на Волковом лютеранском кладбище.